# یک پزشک در خانواده
یک پزشک در خانواده (انگلیسی: Un medico in famiglia) یک مجموعهٔ تلویزیونی مشابه مجموعهٔ اسپانیایی پزشک خانوادگی است که مابین سال‌های ۱۹۹۸ تا ۲۰۱۶ از شبکهٔ «رای ۱» پخش شد.
این سریال از همان ابتدای پخش، تبدیل به یکی از مشهورترین سریال‌های ایتالیایی تمام دوران شد.

## بازیگران
- لینو بانفی
- جولیو اسکارپاتی
- دنیز تانتوچی
- لونتا ساوینو
- میلنا ووکوتیک
- کلاودیا پاندولفی
- آنیتا تساگاریا
- مارگوت شیکابونی
- ریکاردو گارونه
- پائولو ساسانلی
- رزآنا بانفی
- وینچنتسو کروچیتی
- یونس بشیر
- پیترو سرمونتی
- انریکو برینیانو
- فرانچسکو سالوی
- لتیتسیا چامپا
- فرانچسکا کاوالین
- بِـنِدِتا گارگاری
- رُزا پیانتا
- جوزپه دِ رُزا